# Karl vom Stein zum Altenstein

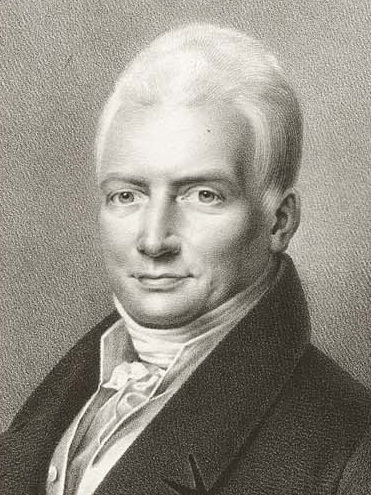
Carl Freiherr vom Stein zum Altenstein, Lithografie 1826

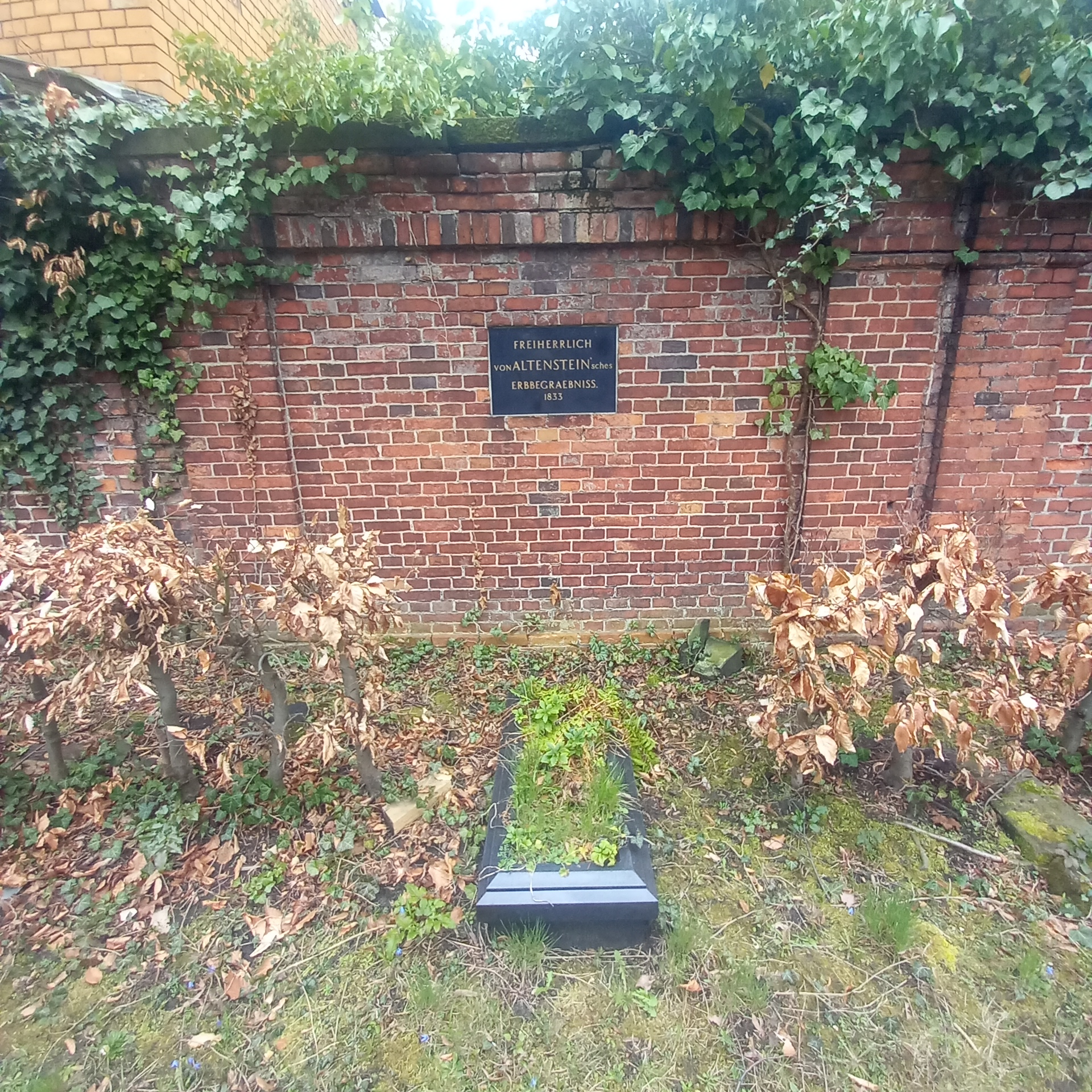
Das Grab von Karl vom Stein zum Altenstein im Familiengrab auf dem Dreifaltigkeitskirchhof II in Berlin

Karl Sigmund Franz Freiherr vom Stein zum Altenstein (* 1. Oktober 1770 in Schalkhausen; † 14. Mai 1840 in Berlin) war ein preußischer Politiker.

## Leben
Altenstein stammt aus der alteingesessenen fränkischen Adelsfamilie Stein zum Altenstein, deren Stammburg Altenstein zwischen Ebern und Maroldsweisach auf einem Höhenzug lag. Er wurde 1770 als Sohn des markgräflichen Husaren-Rittmeisters und Kammerherrn Friedrich Ernst Freiherr vom Stein zum Altenstein aus der Linie zu Ostheim vor der Rhön und dessen zweiter Ehefrau Juliana Philippina Wilhelmina Freiin von Adelsheim, gesessen zu Schloss Obermögersheim, geboren. Nach seiner Ausbildung im Gymnasium und Pagenkorps studierte er in Erlangen, ab 1790 in Göttingen und später in Jena Jura.
1793 trat er in Ansbach als Referendar in die preußische Kriegs- und Domänenkammer ein. Sein Vorgesetzter Karl August von Hardenberg erkannte schnell Altensteins staatsmännisches Talent und förderte ihn nach Kräften. Er ging 1799 mit von Hardenberg nach Berlin, wo er für ihn als Ministerialrat arbeitete und später Geheimer Oberfinanzrat im Generaldirektorium wurde. Seine Wohnung nahm er in einem für seine Familie eingerichteten Haus in der Wilhelmstraße 59, das im Jahr 1905 abgebrochen wurde.
Nachdem Preußen den Vierten Koalitionskrieg gegen Frankreich in der Schlacht bei Jena und Auerstedt verloren hatte, wechselte Altenstein 1806 wiederum mit von Hardenberg nach Tilsit, um mit diesem an den preußischen Reformen zu arbeiten.
Wegen Aufruhrplänen gegen die französische Dominanz musste der Reformer und Staatsminister Heinrich Friedrich Karl vom und zum Stein auf Drängen Napoleons sein Amt räumen, Altenstein wurde 1808 sein Nachfolger an der Spitze der Verwaltung als Finanzminister. Altenstein konnte sich jedoch nicht gegen Kräfte durchsetzen, denen die von seinem Vorgänger begonnenen Reformen zu weit gingen, weshalb er die Reformen nicht mit der gleichen Energie weiterführte. Nachdem 1810 Preußen die im Frieden von Tilsit vereinbarten Zahlungen an Frankreich nicht mehr aufbringen konnte, schlug Altenstein eine Abtretung Schlesiens an Frankreich vor. Daraufhin wurde er auf Betreiben von Hardenberg im Juni von König Friedrich Wilhelm III. entlassen.
Nach seiner Entlassung ging Altenstein nach Breslau, wo er 1813 zum Zivilgouverneur von Schlesien ernannt wurde. Nach dem Wiener Kongress 1815 war er gemeinsam mit Wilhelm von Humboldt in Paris, um die von Napoleon entführten Kunstschätze für Preußen zu reklamieren.
Im Jahr 1817 übernahm er als Leiter des neu entstandenen Kultusministeriums wieder politische Verantwortung unter Staatskanzler von Hardenberg und vollzog mit Friedrich Wilhelm III. zusammen die Neugründung der Evangelischen Kirche in Preußen. In den zwanzig Jahren, die er in der Folgezeit das Amt des Kultusministers innehatte, reformierte er das preußische Schul- und Bildungswesen grundlegend. Das humanistische Gymnasium geht auf ihn zurück, ebenso die Gründung der Universität Bonn im Jahre 1818. Mit dem Unterrichtsgesetz von 1819 stellte er das preußische Bildungswesen auf eine einheitliche Basis und begründete das heute noch bestehende mehrgliedrige Schulsystem mit einer Grundschule und differenzierten weiterführenden Schulen. 1825 ließ er die Schulpflicht auf das ganze Land ausdehnen, und 1834 wurde ein verbindlicher Lehrplan für Gymnasien eingeführt. In den Folgejahren kämpfte er um eine von der Kirche weitgehend unabhängige Schulausbildung.
Einem Tagebucheintrag Karl August Varnhagens zufolge geht die Anregung, anlässlich des hundertjährigen Thronjubiläums im Jahre 1840 eine wissenschaftlich abgesicherte Ausgabe der Werke Friedrichs des Großen zu veröffentlichen, auf Altenstein zurück.
1838 wurde er wegen Krankheit aus seinem Amt entlassen. 1840 starb er in Berlin und wurde auf dem Dreifaltigkeitskirchhof II beigesetzt.

## Ehrungen und Andenken
Karl vom Stein zum Altenstein wurde am 26. August 1816 mit dem akademischen Beinamen Isokrates II. zum Mitglied (Matrikel-Nr. 1065) der Leopoldina gewählt. In Göttingen wurde 1906 eine Gedenktafel an seinem Wohnhaus in der Barfüßerstraße 18 angebracht. Außerdem verlieh ihm König Friedrich Wilhelm III. von Preußen am 18. Januar 1831 den Schwarzen Adlerorden. Seit 1822 war er Ehrenmitglied der Königlich-Preußischen Akademie der Wissenschaften, außerdem war er Ritter vom Eisernen Kreuz.
Nach ihm ist die Pflanzengattung Altensteinia Kunth 1816 aus der Familie der Orchideen (Orchidaceae) benannt worden.
Die Altensteinstraße in Berlin-Dahlem ist nach Karl vom Stein zum Altenstein benannt.